# Proceptivité
La proceptivité désigne la condition d'une femelle qui recherche activement l'accouplement en allant vers le mâle ou vice-versa. Ce terme a été introduit par Beach en 1976 d'après une étude portant sur des rats, et s'oppose à l'attractivité, condition de la femelle qui attend passivement que le mâle l'approche.

## Mammifères
Dans le cycle sexuel des mammifères, les femelles sexuellement viables ne sont pas en permanence en contact avec les reproducteurs mâles. Pour qu'il y ait reproduction, il faut donc généralement une recherche mutuelle entre partenaires. Toute la différence entre attractivité et proceptivité se fait de par le comportement de la femelle dans ce cas :
- Si celle-ci attend passivement que le mâle arrive, principalement attiré par les émissions de phéromones que la femelle émet, on parle alors d'attractivité.
- Si la femelle recherche activement l'accouplement en allant vers le mâle (toujours par l'attraction aux phéromones), on parle alors de proceptivité.

Statistiquement, un état de proceptivité mènera à un plus grand nombre d'accouplements qu'un état d'attractivité. La raison simple de cette différence est que l'émission de phéromones par la femelle ne se fera que si elle est en œstrus, alors que le mâle émet des phéromones quasi tout au long de l'année (avec une dose légèrement plus forte en période d'accouplement, le rut).

### Humain
Chez l'humain, les comportements proceptifs sont ceux qui favorisent l'attraction comme les regards, les sourires, les contacts ou les postures d'invitation.

## Oiseaux
La proceptivité est également retrouvée chez les oiseaux, comme par exemple, chez la caille japonaise.
Chez plusieurs espèces d'oiseaux, le chant des mâles est un comportement qui vise à favoriser la rencontre entre les deux sexes en plus de sa fonction territoriale.